# Elisabeth Meuleman
Pour les articles homonymes, voir Meuleman.
Elisabeth Meuleman, née le 3 septembre 1975 à Gand est une femme politique belge flamande, membre de Groen.
Elle est BA (Université d'Essex, 1997) et MA en littérature et philosophie (Université de Warwick, 1998); collaboratrice de communication (British Council, 1999-2004); collaboratrice provinciale Groen (2004-07); collaboratrice politique Groen (2007-09).

## Fonctions politiques
- conseillère communale à Audenarde (2007-)
- députée au Parlement flamand :
  - depuis le 7 juin 2009
    - sénateur de communauté (depuis 3.7.2014)